# Adolf II. (Kleve-Mark)

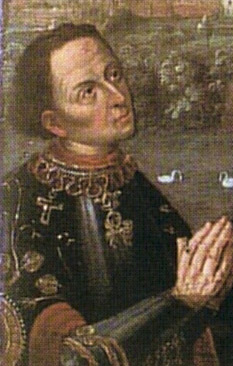
Adolf II. von Kleve und Mark, Darstellung aus dem 17. Jahrhundert, sogenanntes Herzöge-Bild

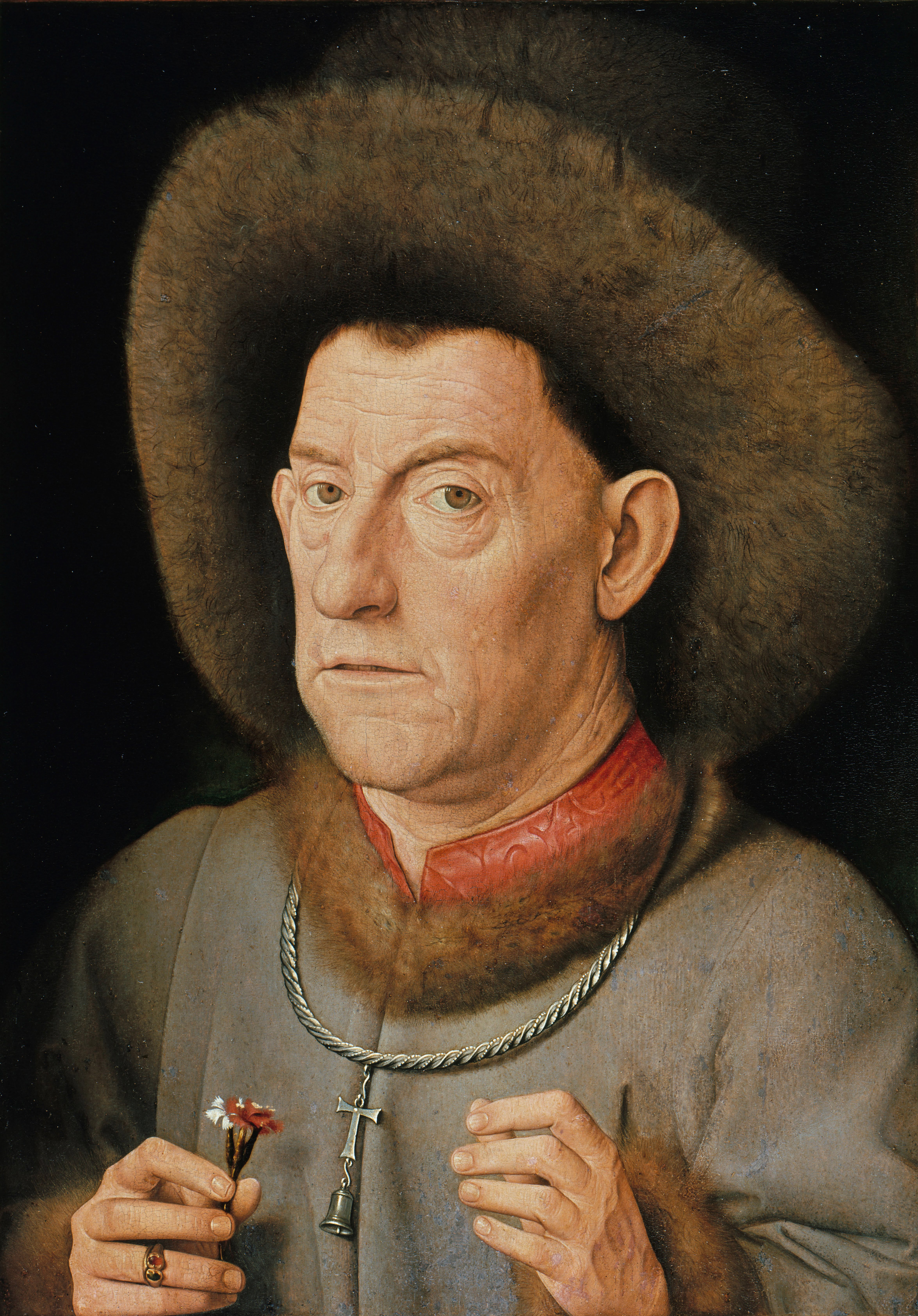
Jan van Eyck (Nachfolger): Der Mann mit den Nelken. Das Gemälde, dessen Original um 1437 entstanden sein könnte, wurde kürzlich durch Ludovic Nys als Porträt Adolfs II. von Kleve gedeutet; darauf weist vor allem das Tau mit der Glocke, die für den hl. Antonius stehen, hin: Antonius war der Patron eines vom Klever Herzog gestifteten Ritterordens

Adolf von Kleve aus dem Haus Mark (* 2. August 1373; † 23. September 1448) war Herrscher der Grafschaften Kleve und Mark, er wurde 1417 der erste Herzog von Kleve. Adolf wird daher in Kleve als Adolf II. Graf von Kleve und ab 1417 gelegentlich als Adolf I. Herzog von Kleve bezeichnet. In der Zählung der Grafschaft Mark ist er als Adolf IV. Graf von der Mark gelistet. Seit der Schlacht von Kleverhamm im Juni 1397 war er auch Herr der Herrschaft Ravenstein, als Adolf I. nach Ravensteiner Zählung.

## Leben
Adolf von Kleve wurde 1373 als ältester Sohn des Grafen Adolf I. von Kleve und der Margarethe von Berg geboren. Seine Jugend verbrachte er zeitweise am Hof der Herzogin Johanna von Brabant und in Soissons. Seit 1388 wurde Adolf gemeinsam mit seinem Bruder Dietrich gelegentlich vom Vater am Regiment beteiligt; 1392 wurde ihm das Land Aspel mit der Stadt Rees als Herrschaftsbereich zugewiesen. Mit dem Tod seines Vaters 1394 wurde Adolf Graf von Kleve. 1397 besiegte er gemeinsam mit seinem Bruder Dietrich, der mittlerweile Graf von der Mark geworden war, beider Onkel Herzog Wilhelm von Berg in der Schlacht von Kleverhamm und erwarb im anschließenden Frieden die Herrschaft Ravenstein. Als 1398 sein Bruder Dietrich starb, übernahm Adolf auch die Herrschaft in Mark und regierte beide Grafschaften in Personalunion. 1400 ging Adolf von Kleve eine Ehe mit Agnes, der Tochter Kurfürst Ruprechts von der Pfalz ein, der im selben Jahr zum römisch-deutschen König gewählt wurde. Nach Agnes’ frühem Tod im Jahr 1404 heiratete Adolf 1406 Maria, Tochter Herzog Johanns von Burgund; die Übersiedlung der Braut nach Kleve erfolgte erst 1415. Der Prestigegewinn durch diese hochrangigen Ehen und der enge Kontakt zum Herzog von Burgund waren die Grundlage für Adolfs Erhebung zum Herzog auf dem Konzil von Konstanz durch König Sigismund im Jahr 1417.
1404 konnte Graf Adolf die rechtsrheinischen Klever Besitzungen um Wesel und Dinslaken von seinem Onkel Dietrich I. von der Mark für die Hauptlinie zurückerwerben. Ab 1409 musste er sich der Ansprüche seines Bruders Gerhard erwehren, der die Grafschaft Mark für sich beanspruchte und sich mit Dietrich II. von Moers, dem Erzbischof von Köln verbündet hatte. Zu offenen Kämpfen kam es ab 1423. 1430 wurde ein vorläufiger Friedensschluss erzielt, der 1437 in einen dauerhaften Frieden umgewandelt wurde: Adolf überließ seinem Bruder zwar fast die gesamte Grafschaft Mark auf Lebenszeit, behielt sich selbst aber eine Oberherrschaft und den märkischen Grafentitel vor.
Im Herzogtum Geldern unterstützte Herzog Adolf von Kleve seit 1423 die Erbansprüche Arnolds von Egmond, dem er seine Tochter Katharina zur Frau gab. Er sicherte sich damit großen Einfluss auf die geldrische Politik und konnte so den Reichswald, Wachtendonk und die Düffel als Pfand erwerben.
Die starken Spannungen mit dem Kölner Erzbischof entluden sich 1444, als sich die Stadt Soest von der kölnischen Herrschaft lossagte und dem Haus Kleve-Mark unterstellte. An der Soester Fehde waren zahlreiche Reichsstände und das Haus Burgund beteiligt, die sich so zu einem weit gespannten Konflikt ausweitete. Das Ende der Auseinandersetzungen und damit die Sicherung der klevischen Herrschaft über Soest und Xanten 1449 erlebte Adolf II. nicht mehr.
Neben der Erhebung Kleves zum Herzogtum trieb Adolf den Landesausbau und die Modernisierung der Verwaltung voran. Zahlreiche Burgen wurden unter seiner Regierung modernisiert und verstärkt, Landwehren angelegt sowie Schermbeck und Isselburg zu Städten erhoben. Unter anderem durch die Gründung mehrerer Pfarreien griff Adolf stark in kirchliche Belange seines Territoriums ein und etablierte damit eine frühe Form eines landesherrlichen Kirchenregiments.
Herzog Adolf wurde in dem von ihm gegründeten Kartäuserkloster auf der Graveinsel bei Wesel bestattet.

## Ehe und Nachkommen
In erster Ehe heiratete Adolf 1400 Agnes (* 1379; † 1404), eine Tochter des deutschen Königs Ruprecht von der Pfalz. Diese Ehe blieb kinderlos.
In zweiter Ehe heiratete er 1406 Maria von Burgund (* 1393; † 30. Oktober 1463), die Tochter Herzog Johanns von Burgund und Margaretes von Bayern. Aus dieser Ehe entsprangen zehn Nachkommen:
- Margarete (* 24. Februar 1416; † 20. Mai 1444), heiratete 1433 in erster Ehe Wilhelm III. von Bayern († 1435) und 1441 in zweiter Ehe Herzog Ulrich V. von Württemberg
- Katharina (* 25. Mai 1417; † 10. Februar 1476), heiratete am 23. Juli 1423 Arnold von Egmond, Herzog von Geldern
- Johann (* 14. Januar 1419; † 5. September 1481), als Johann I. Nachfolger Adolfs als Herzog von Kleve
- Elisabeth (* 1. Oktober 1420; † 1488), heiratete am 15. Juli 1434 Graf Heinrich XXVI. von Schwarzburg-Blankenburg
- Agnes (* 24. Februar 1422; † 1446), heiratete am 30. September 1439 in Olite Karl von Viana, als Karl IV. rechtmäßiger König von Navarra (Haus Trastámara)
- Helena (* 18. August 1423; † Juli 1471), heiratete am 12. Februar 1436 Herzog Heinrich II. von Braunschweig-Lüneburg
- Adolf (* 28. Juni 1425; † 18. September 1492), heiratete am 13. Mai 1453 Beatrice von Portugal (* 1435; † 1462), Tochter von Peter von Portugal, Herzog von Coimbra
- Maria (* 19. September 1426; † 1486), heiratete 1440 Karl von Valois, Herzog von Orléans; ihr Sohn wurde als Ludwig XII. französischer König
- Anna (* 25. Januar 1432), jung gestorben
- Engelbert (*/† 30. Juni 1433)

Außerdem war Adolf Vater von mindestens drei unehelichen Kindern.